# Спектр-УФ
«Спектр-УФ» («Всемирная космическая обсерватория — Ультрафиолет», сокр. ВКО-УФ, англ. World Space Observatory — Ultraviolet, сокр. WSO-UV) — космический телескоп, предназначенный для получения изображений и спектроскопии в недоступном для наблюдений наземными инструментами участке электромагнитного спектра — ультрафиолетовом (УФ, 100—320 нм).
Третий из аппаратов серии «Спектр» (первый — запущенный 18 июля 2011 года «Спектр-Р», второй — запущенный 13 июля 2019 года «Спектр-РГ», четвёртый — «Спектр-М»).

## Цели и задачи
«Спектр-УФ» откроет новые возможности для исследований планет, звездной, внегалактической астрофизики и космологии. С его помощью планируется изучать физико-химические свойства планетных атмосфер и комет, физика атмосфер горячих звёзд и хромосферной активности холодных звёзд, свойства пылевых частиц межзвёздного и околозвёздного вещества, природы активных галактических ядер, межгалактических газовых облаков и гравитационных линз. Обсерватория позволит определять важные для выбора космологической модели соотношения содержания лёгких элементов и их изотопов. Подобные «Спектру-УФ» проекты появятся за рубежом не ранее 2035 года.

### Экзопланетология
В отличие от «Кеплера», «Спектр-УФ» — не обзорный аппарат, поэтому заниматься простым поиском планет он не будет. Его цель принципиально другая: наблюдение ранее открытых экзопланет с целью изучения их атмосферы и, в частности, поисков на них признаков жизни.

### Поиск скрытого барионного вещества
Важная задача «Спектра-УФ» — поиск ранее незамеченного барионного вещества (по ряду оценок, до половины всего барионного вещества всё ещё не учтено), или «невидимой обычной материи», то есть газа и пыли, трудно различимых для уже существующих телескопов. «Спектр-УФ» будет искать «невидимые» облака газа в космосе за счёт их «просвечивания» далекими квазарами, активными ядрами галактик, в центрах которых находятся сверхмассивные чёрные дыры.

## История
Проект космической обсерватории «Спектр-УФ» был задуман ещё в начале 1990-х годов, а запуск первоначально намечался на 1997 год, однако трудности в финансировании не позволили вовремя реализовать проект. Такая задержка позволила разработчикам за это время внести ряд усовершенствований и существенно облегчить конструкцию телескопа. Запуск телескопа перенесли с 2021 на 2026 год в связи с резким сокращением финансирования.

### Разработка аппарата
- В октябре 2012 года завершены испытания антенн для «Спектра-УФ».
- В августе 2013 руководители Физического института им. П. Н. Лебедева РАН заключили контракт с английской компанией e2v[англ.] на поставку полупроводниковых детекторов[9].
- В августе 2013 специалисты НПО имени Лавочкина закончили вибростатические и тепловакуумные испытания телескопа Т-170М, входящего в состав космического телескопа «Спектр-УФ»[10].
- 8 апреля 2014 от британской компании e2v[англ.] поступила информация о временной приостановке со стороны США лицензии на поставку в Россию радиационно-стойких компонент, входящих в состав разрабатываемых этой компанией полупроводниковых детекторов (в случае со «Спектр-УФ» это лётный образец приёмника излучения для спектрографа). Компания предложила переработать детектор с целью исключения комплектующих, подпадающих под ограничения ITAR[англ.]. Однако сроки поставки при этом сместились на два года[11]. Ранее США не блокировали поставки компонентов для научно-исследовательских космических аппаратов[12]. По состоянию на середину 2017 года России была лишь передана аппаратура для конструкторско-доводочных испытаний, а работа в Британии над созданием лётного образца приостановлена. Такое развитие событий может привести к тому, что лётные образцы для телескопа так и не будут поставлены.
- В декабре 2014 года испанские партнёры сообщили, что приостановили создание камер поля из-за финансовых проблем[13]. Были проработаны различные варианты создания камер в России[11], в результате чего работы были переданы Институту космических исследований и Институту астрономии РАН. В то же время Испания изготовит дополнительную ультрафиолетовую камеру для поиска экзопланет. Но при неготовности техники или обострении международных отношений эта аппаратура может быть вовсе исключена без большого ущерба для проекта.
- 25 июня 2015 года состоялось заседание совета главных конструкторов по КК «Спектр-УФ», по результатам обсуждения сроки запуска были сдвинуты на май 2021 года[14][15].
- В начале октября 2016 года стало известно, что учёными Томского государственного университета разработаны защитные экраны от мелких фрагментов космического мусора и микрометеоритов.
- В конце мая 2017 года в СМИ появилась информация о вероятном переносе запуска обсерватории с 2021 на 2024 год в связи с секвестром бюджета и изменением Роскосмосом сроков финансирования разработки аппарата[16].
- В июне 2018 года Роскосмос сообщил о переносе запуска на 2024 год. Его планируется осуществить с космодрома Восточный[1].
- В начале октября 2018 года директор Института астрономии РАН (ИНАСАН) Дмитрий Бисикало в интервью СМИ сообщил, что в настоящее время ведутся переговоры с Японией по инициативе японских астрофизиков об их участии в проекте в области поставки спектрографа для исследований экзопланет и с Мексикой по инициативе мексиканских астрофизиков о поставке оптических элементов в блок камер поля проекта «Спектр-УФ». Кроме того, заканчивается изготовление образцов для конструкторско-доводочных испытаний и начинается работа над изготовлением лётных образцов аппаратуры. Решён наиболее критичный для проекта вопрос с изготовлением радиационно стойких малошумящих приёмников ультрафиолетового излучения. Эти приёмники изготавливаются по заказу Института астрономии в Великобритании и Испании. Получены все экспортные лицензии для поставки данного оборудования в Россию[17].
- 17 января 2019 года министр науки Испании Педро Дуке сообщил СМИ, что испанское правительство выделило средства на создание научного оборудования для «Спектра-УФ»[18].
- 22 января 2019 года научный руководитель Института астрономии Борис Шустов в интервью СМИ рассказал, что финансирование «Спектра-УФ» на 2020 год сокращено в 15 раз[19].
- 11 февраля 2019 года заместитель директора по научной работе Института астрономии РАН Михаил Сачков сообщил СМИ, что создание «Спектра-УФ» завершено на 70 %: наземная стадия подготовки почти завершена, частично начато изготовление лётных образцов для телескопа. Срок запуска будет зависеть от финансирования проекта, никаких технических и политических проблем сейчас нет[20].
- 12 февраля 2019 года заместитель директора по научной работе Института астрономии РАН Михаил Сачков сообщил СМИ, что Япония приступила к разработке прибора для «Спектра-УФ», несмотря на отсутствие соглашения с Роскосмосом. Также интерес к проекту проявляет Мексика. Её участие поможет удешевить проект[21].
- 13 февраля 2019 года заместитель директора Института астрономии РАН Михаил Сачков сообщил СМИ, что Роскосмос намерен в 2019 году в три раза сократить финансирование на разработку, в 2020 году — ещё в 10 раз, а в 2021 — снизить финансирование почти до нуля. Таким образом, предлагается снизить исходное финансирование в 15 раз, что фактически замораживает работы над созданием обсерватории. В случае, если секвестр произойдет, запуск аппарата может состояться не ранее 2026 года. Учёный не уточнил, о какой необходимой для завершения создания телескопа сумме идёт речь, однако источник в ракетно-космической отрасли пояснил СМИ, что на завершение проекта необходимо финансирование в размере 1 миллиарда рублей ежегодно в течение четырёх-пяти лет[8].
- 19 марта 2019 года заместитель директора Института астрономии РАН Михаил Сачков сообщил СМИ, что Япония подписала на прошлой неделе с Россией письмо о намерении участвовать в разработке спектрографа для исследований экзопланет. Япония готова выделить деньги для реализации проекта, но для этого странам ещё предстоит заключить соглашение. Сейчас разрабатывается необходимая документация для проекта[22].
- 24 мая 2019 года источник в ракетно-космической отрасли сообщил СМИ, что к настоящему моменту успешно пройдены вибродинамические и термовакуумные испытания отработочных изделий телескопа. Существующий график предусматривает завершение проектирования блока камер поля (научный инструмент обсерватории, предназначенный для построения высококачественных изображений в ультрафиолетовом и оптическом участках спектра) в июне 2019 года, а также завершение в первой половине 2022 года сборки и интеграции комплекса научной аппаратуры[23].
- 6 июля 2019 года заместитель директора по научной работе ИНАСАН Михаил Сачков сообщил СМИ, что институт до апреля собирал заявки на эксперименты для «Спектра-УФ», и к настоящему моменту отобрал семь[24].
- 13 августа 2019 года заместитель директора ИНАСАН по научной работе Михаил Сачков сообщил СМИ, что предварительно существующих резервов по массе и энергопитанию будущей обсерватории достаточно будет для размещения лишь одного из двух предлагаемых японских приборов — спектрографа для экзопланет; от коронографа придётся отказаться. В настоящее время ИНАСАН готовит материалы для Роскосмоса для принятия решения по участию Японии в проекте: госкорпорация запросила план-график работ и параметры прибора[25].
- 1 ноября 2019 года заместитель директора ИНАСАН по научной работе Михаил Сачков сообщил СМИ, что Испания поставит в 2020 году приёмник излучения для установки на «Спектр-УФ»; график работ испанской стороны изначально идёт с опережением российского[26].
- 13 сентября 2020 года заместитель директора ИНАСАН по научной работе Михаил Сачков сообщил СМИ, что Россия и компания E2V решили вопрос поставок попавшей под санкции электроники для «Спектра-УФ»: из Великобритании получены образцы лётных изделий — блоки электроники для приемника излучения. Согласно действующему контракту, поставку всей аппаратуры должны завершить в 2022 году[27].
- 16 июля 2021 года директор ИНАСАН Дмитрий Бисикало сообщил СМИ, что между Японией и Роскосмосом подписан договор на создание спектрографа, 10 дней назад российская сторона получила подтверждение о начале разработки прибора[28].
- 4 сентября 2021 года заместитель директора ИНАСАН Михаил Сачков сообщил СМИ, что между Роскосмосом JAXA подписано соглашение об изготовлении японской стороной совместно с ИНАСАН и ИКИ РАН спектрографа для исследования атмосфер экзопланет[29].
- 15 октября 2021 года заместитель директора ИНАСАН Михаил Сачков сообщил СМИ, что подписание еще одного контракта на создание «Спектра-УФ» планируется в начале следующего года, поскольку подписанный в июле 2021 года контракт не был завершающим и не включал, например, услуги по запуску[30].
- 27 мая 2022 года заместитель директора по научной работе ИНАСАН Михаил Сачков сообщил СМИ, что Институт заключил с НПО им. Лавочкина контракт на создание комплекса научной аппаратуры до 2025 года[31].
- В декабрьском номере журнала «Русский космос» за 2022 год главный конструктор проекта «Спектр-УФ» Сергей Шостак сообщил, что сейчас продолжается создание рабочей конструкторской документации, созданы тепловые и вибромакеты телескопа Т-170М. Однако при создании обсерватории возникла проблема закупки ряда комплектующих за рубежом из-за санкций; на совете главных конструкторов по проекту "Спектр-УФ" эти проблемы были обсуждены и приняты решения об адекватных заменах, были заключены контракты. Открытым остается вопрос участия в проекте Японии и Испании[32].

### Подготовка и запуск
- В Федеральной космической программе на 2006—2015 гг. запуск «Спектра-УФ» значился в 2016 году.
- 21 мая 2019 года источник в ракетно-космической отрасли сообщил СМИ, что «Спектр-УФ» будет запущен 23 октября 2025 года вместо планируемого ранее 2024 года. Такое решение было принято после пересмотра Федеральной космической программы. Пресс-служба Роскосмоса подтвердила эту информацию. Выбор ракеты-носителя для вывода «Спектра-УФ» на орбиту будет зависеть от лётных испытаний «Ангара-А5» (резервный вариант — «Протон-М»). По словам источника, аппарат рассчитывают вывести на геосинхронную орбиту наклонением 35-40 градусов, что обеспечит круглосуточную связь с обсерваторией[33]. Финальная подготовка и транспортировка «Спектра-УФ» к месту запуска запланированы на период с конца июля по начало сентября 2025 года[23].
- 16 июля 2021 года вице-президент РАН Юрий Балега сообщил СМИ, что с такими темпами работ по обсерватории запуск может сдвинуться на 2027 год, директор ИНАСАНа Дмитрий Бисикало, напротив, считает, что запуск миссии можно ожидать в 2025 году[28]. Август 2021 — в материалах Росатома, распространенных на международном военно-техническом форуме «Армия-2021», запуск Спектр-УФ планируется после 2025 года на ракете-носителе «Ангара-А5М» с космодрома Восточный[34]. 15 октября 2021 заместитель директора ИНАСАН РАН Михаил Сачков сообщил СМИ, что институт строит свой график работ так, чтобы запуск «Спектра-УФ» состоялся в конце 2025 года, но все зависит от ритмичности выделения финансирования. Запуск обсерватории будет возможен как на ракете-носителе «Ангара-А5М» с космодрома Восточный, так и на «Протоне-М» с Байконура[30].
- 30 декабря 2022 года СМИ со ссылкой на Роскосмос сообщили, что запуск «Спектра-УФ» состоится не ранее IV квартала 2028 года[35].
- В октябре 2023 года в рамках конференции «Ультрафиолетовая Вселенная — 2023» научный руководитель ИНАСАН РАН Борис Шустов сообщил, что запуск обсерватории планируется в 2029 году, технологические проблемы для осуществления проекта отсутствуют[36]. В конце декабря 2023 директор ИНАСАН Михаил Сачков на научной конференции «Астрофизика высоких энергий сегодня и завтра» (HEA-2023) сообщил, что запуск «Спектр-УФ» состоится не ранее 2030 года из-за недостаточных объемов финансирования, в то время как все существовавшие технические проблемы были решены, в том числе сложности, связанные с отказом зарубежных партнеров от дальнейшего участия в программе[37].

## Характеристики

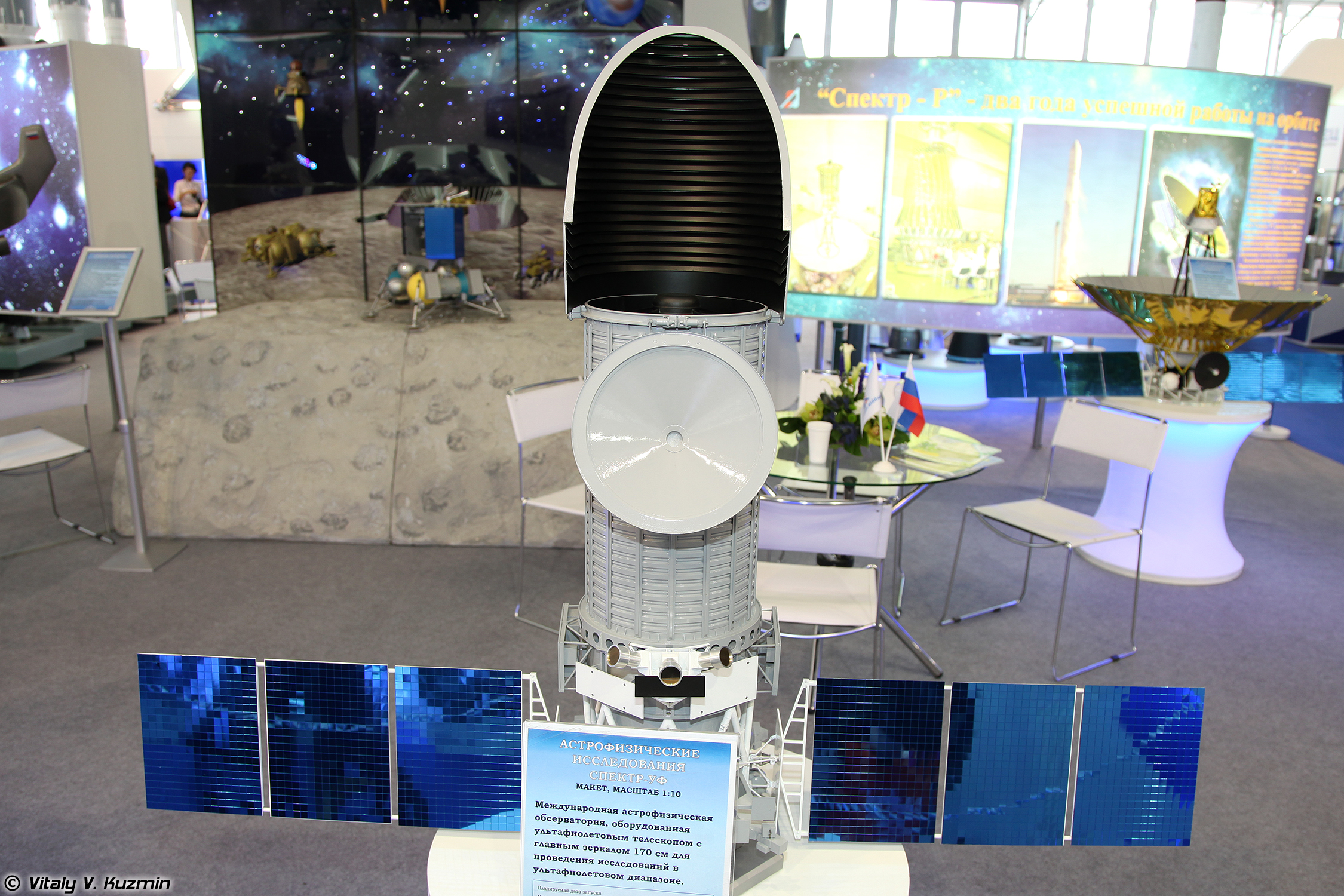
Макет космического аппарата Спектр-УФ на МАКС-2013

Космический аппарат «Спектр-УФ» будет состоять из разработанного в НПО имени С. А. Лавочкина многоцелевого служебного модуля «Навигатор», двигательной установки довыведения и УФ-телескопа в качестве полезной нагрузки. Масса нового модуля «Навигатор» почти в 3 раза меньше, чем у планировавшейся ранее универсальной платформы «Спектр». Это обстоятельство, а также некоторые мероприятия по уменьшению массы телескопа и конструкции научных инструментов привели к тому, что стало возможным осуществить запуск научного комплекса на более дешёвом носителе среднего класса.
Стартовая масса комплекса составит около 2 500 кг. Обсерваторию планируется запустить с помощью ракеты-носителя «Зенит-2» также прорабатывается вариант с ракетой-носителем «Протон». В последнем случае возможно размещение телескопа на геостационарной орбите. Расчётный срок активного существования телескопа составит не менее 5 лет.
По состоянию на 2018 год запуск планируется с помощью ракеты-носителя Ангара-А5.

### Научная аппаратура
Основной инструмент — ультрафиолетовый телескоп Т-170М с диаметром главного зеркала 170 см и фокальным отношением 10. Использована схема Ричи-Кретьена, фокусное расстояние 17 метров, поле зрения — 30 угловых минут. Изготовлением оптических элементов занимается Лыткаринский завод оптического стекла.
Блок спектрографов состоит из трёх приборов: ВУФЭС, УФЭС — два эшельных спектрографа высокого разрешения и СДЩ — спектрограф с длинной щелью. Эти приборы позволят изучать спектры звёзд вплоть до 15−17 звёздной величины. Прибор СДЩ предназначен для получения спектров низкого разрешения точечных и протяженных объектов. Спектрографы производятся в России, изначально планировалось участие других стран.
Блок камер поля состоит из трёх камер работающих в разных спектрах: ближний ультрафиолет (150—280 нм), дальний ультрафиолет (115—190 нм) и оптический диапазон (200—800 нм). Они позволят получать изображения в УФ и видимом диапазонах объектов вплоть до 30 звёздной величины. Приёмник излучения для канала диапазона дальнего УФ (115—180 нм) изначально создавался в Испании компанией SENER при научном руководстве ИНАСАН и Университета Комплутенсе Мадрида. Приёмник излучения для канала ближнего УФ (180—300 нм) приобретается в другой компании.
После введения санкций в 2022 году, встала необходимость импортозамещения иностранных приборов. Английско-испанские детекторы в блоке камер поля (предназначены для построения высококачественных изображений в ультрафиолетовом и оптическом участках спектра) были заменены на российские. Ритмичное финансирование позволит изготовить комплекс научной аппаратуры к 2028-2029 году.

### Вспомогательные системы
Система датчиков гида (СДГ) состоит из трёх датчиков расположенных в центральной части фокальной поверхности телескопа. Они позволят осуществить наведение и стабилизацию телескопа во время сеанса наблюдения с точностью до 0,03". Разрабатывается в Институте космических исследований РАН.
Блок управления научными данными (БУНД) осуществляет следующие функции:
- передача команды от служебного модуля «Навигатор» научным приборам;
- управление режимами работы научными приборами либо по циклограмме, либо транслируя их непосредственно;
- передачу или накопление данных от научных приборов, включая телеметрию.

Объём памяти составляет 4 Гб. Для связи с приборами используется сеть научных данных стандарта SpaceWire. Разработку блока также осуществляет Институт космических исследований РАН.

### Передача данных
Сброс научной информации на Землю будет производиться в режиме реального времени со скоростью 65 кбод, а также в режиме воспроизведения ранее записанной информации через штатный радиокомплекс со скоростью 1 Мбод.

### Защита корпуса спутника
В Томском государственном университете была разработана двухслойная система защиты спутника от механических повреждений микрометеоритами. Система была проверена на стенде. При этом производились выстрелы металлическими частицами весом 0,3 грамма со скоростью 8 км в секунду из легкогазовой пушки по разрабатываемым преградам. В результате испытаний был получен результат, подтверждающий, что данная конструкция обеспечивает максимально эффективную защиту корпуса спутника. Эксперимент подтвердил, что остатки фрагментов, раздробленные сеткой попадают на экран и рассеиваются, не нанося ущерба космическому аппарату.

## Участники проекта
Проект возглавляется Россией, включён в Федеральную космическую программу на 2006—2015 гг. Основные партнёры — Россия и Испания, также участвуют Германия. Казахстан, Индия и ряд других стран проявляет интерес к участию в проекте.
Проект ВКО-УФ основан на новой организационной концепции, основой которой является максимально широкая международная кооперация и максимально открытый доступ к наблюдательным возможностям.
Головная научная организация проекта — ИНАСАН. Головной организацией по ракетно-космическому комплексу является НПО имени Лавочкина.

### Россия
- Федеральное космическое агентство (Роскосмос)
- Институт астрономии РАН (ИНАСАН)
- НПО имени Лавочкина
- Институт космических исследований РАН
- Крымская астрофизическая обсерватория
- РФЯЦ-ВНИИЭФ
- Специальная Астрофизическая Обсерватория РАН
- Томский государственный университет

### Испания
- Мадридский университет Комплутенсе
- CDTI-Ministerio de Industria
- The Centre for the Development of Industrial Technology (CDTI)

### Германия
- Deutsches Zentrum fur Luft- und Raumfahrt (DLR)
- Институт астрономии и астрофизики университета Тюбингена (IAAT)

## Сравнение с другими проектами
По возможностям проект ВКО-УФ сравним с космическим телескопом им. Хаббла и превосходит его в спектроскопии.
Обсерватория будет работать на гораздо большем удалении от Земли, чем телескоп «Хаббл» — на геосинхронной орбите с высотой около 35 тысяч километров.

## Стоимость
Стоимость создания и запуска комплекса «Спектр-УФ» по состоянию на 2006 год — около 100 млн евро.
В создание телескопа несколько миллионов евро вложила Испания. Суммарно к концу проекта её вклад будет оцениваться в 15 миллионов евро.
Согласно проекту Федеральной космической программы, с 2016 по 2025 годы на создание космического комплекса «Спектр-УФ» требовалось 10 млрд 110 млн рублей. Из них в 2019 году программой было предусмотрено выделение 1 млрд 500 млн рублей, в 2020 году — 1 млрд 100 млн рублей, в 2021 году — 1 млрд 400 млн рублей. В последующем предполагалось сокращение финансирования. С 2016 по 2021 годы на создание «Спектра-УФ» выделено 2,9 млрд рублей.
8 июля 2021 года между Роскосмосом и НПО им. Лавочкина был подписан контракт на сумму 3,68 млрд рублей на разработку рабочей конструкторской документации на составные части космического комплекса, включая составные части космического аппарата (КА), изготовление и испытания составных частей КА и комплекса научной аппаратуры в 2021—2025 годах. Работы планируется выполнить к концу 2025 года.